# Дворянские выборы (Российская империя)
Дворянские выборы — процедура избрания дворянским собранием губернии Российской империи особых сословных выборных должностных лиц; должности и обязанности этих лиц были определены государственными законами. Дворяне избирали: губернских и уездных предводителей дворянства, кандидатов к уездным предводителям дворянства, депутатов дворянского собрания, секретаря дворянского собрания, заседателей в дворянскую опеку, посредников для полюбовного специального размежевания земель.

## Регионы с корпорированным дворянством[1]
Дворянские выборы проводились только в тех регионах, в которых закон дозволял дворянам составлять корпорацию. Само дозволение дворянам составлять корпорацию, порядок выборов, перечень должностей избираемых лиц и их обязанности были детально определены общегосударственными законами; дворянство не имело право определять правила корпоративной деятельности для самого себя. Дворянство было корпорировано по губерниям, с подразделениями по уездам. Общероссийского дворянского сословного объединения со своими выборами и должностными лицами не существовало. Образованное в 1906 году «Объединённое дворянство» представляло собой рядовую общественную организацию и не пользовалось никакими сословными привилегиями.
К регионам с корпорированным дворянством относились все губернии и области Европейской России, кроме тех, где дворянство было настолько малочисленно, что не могло заполнить выборные должности (Архангельская, Олонецкая, Вятская, Пермская губернии).
Дворянские учреждения Остзейских губерний отличались от общероссийских, а также и друг от друга, сохраняя формы, установившиеся до включения этих территорий в Российскую империю. Устройство дворянских учреждений и порядок выборов в Курляндской, Лифляндской и Эстляндской губерниях определялся особыми правилами.
Кроме Европейской России, выборные дворянские учреждения существовали в Кутаисской, Ставропольской и Тифлисской губерниях Кавказского края.
В Царстве Польском, Кавказском крае (кроме указанных выше трех губерний), Средней Азии и Сибири дворянство не имело корпоративной организации, не могло организовывать дворянские собрания и выборы. Дворянские родословные книги в этих регионах вели губернские правления.

## Собрания дворянства
Существовало несколько установленных законом разновидностей собраний дворянства.
1. Губернские дворянские собрания (в просторечии часто назывались «дворянскими съездами», в то время как «собранием» называли здание дворянского собрания). Регулярные собрания собирались один раз в три года, в декабре или январе, для выборов дворянских должностных лиц. При необходимости могли созываться экстренные дворянские собрания.
2. Уездные дворянские собрания. Собирались перед губернскими дворянскими собраниями, под председательством уездного предводителя, с единственной целью проверить и утвердить уездные списки дворян.
3. Уездные собрания мелкопоместных дворян. Собирались перед дворянскими выборами с целью избрания уполномоченных от дворян, владевших имениями в размере меньшем, чем то требовалось для личного участия в дворянских выборах (см. ниже). Проводились в одном заседании с уездным дворянским собранием.
4. Дворянские депутатские собрания. Состояли из выборных депутатов под председательством губернского предводителя; занимались ведением дворянской родословной книги губернии.
5. Собрания депутатов и предводителей дворянства. Соединенное собрание выборных дворянских депутатов и всех уездных предводителей губернии, под председательством губернского предводителя. Созывалось перед губернским дворянским собранием в распорядительных целях — для определения повестки собрания, составления списков кандидатов для выборов и т. п.

## Выборные должностные лица
Дворянство каждой губернии на собрании избирало следующих должностных лиц:
1. Губернский предводитель дворянства. Совмещал дворянские и общегосударственные функции, находился на действительной государственной службе в чине IV класса (действительный статский советник). Председательствовал во всех видах губернских собраний дворян, в губернском земском собрании и в избирательном собрании для выбора депутатов в Государственную Думу. Был членом многочисленных губернских комитетов и межведомственных комиссий (присутствий). Губернские предводители дворянства служили без вознаграждения, их должности считались почётными. К губернскому предводителю в обязательном порядке избирался кандидат, замещавший его в случае нетрудоспособности или досрочного оставления должности.
2. Уездные предводители дворянства. Как и губернские предводители, совмещали дворянские и общегосударственные функции, находились на действительной государственной службе в чине V класса (статский советник). Председательствовали в уездном дворянском собрании, дворянской опеке, уездном земском собрании, на двух избирательных съездах по выбору депутатов Государственной Думы. Возглавляли уездный съезд — административно-судебную инстанцию, контролировавшую земских начальников, а также еще некоторые уездные коллегиальные учреждения. Уездные предводители дворянства по существу выполняли функции главы уезда.
3. Депутаты дворянского собрания (Депутаты дворянства). Единственной обязанностью этих лиц было участие в дворянском депутатском собрании, а также с собрании депутатов и предводителей дворянства. Как правило, выбирали одного депутата от каждого уезда.
4. Секретарь дворянского собрания.
5. Заседатели в Дворянскую опеку. По усмотрению дворянства, могло быть избрано от двух до четырех заседателей (на практике почти всегда выбирали двух заседателей). Дворянская опека (уездное учреждение) занималась заботой об имуществе несовершеннолетних дворян, оставшихся без попечения родителей и родственников.
6. Посредники для любовного размежевания земель. Так как данные должностные лица имели обязанностью разрешать земельные конфликты между дворянами, а после отмены крепостного права основные конфликты происходили между помещиками и крестьянами, выборы на эти должности, как правило, не производились.
7. Почётные попечители гимназий. Избирались только для гимназий, содержимых за счет дворянства, каковые были большой редкостью. Попечитель должен был быть одновременно либо предводителем, либо депутатом дворянства.
8. Члены от дворянства в местные отделения Государственного дворянского земельного банка. Избиралось по два члена от губернии.

## Участники дворянских собраний
Правом участия в дворянских собраниях (с правом голоса при решении всех дел, кроме дворянских выборов) обладали не все дворяне. Для участия требовалось одновременное соответствие следующим требованиям:
 — принадлежность к потомственному (а не личному) дворянству;
 — возраст не менее 21 года;
 — наличие недвижимости в данной губернии и внесение в родовую книгу по данной губернии;
 — классный чин, или орден, или среднее образование, или служба не менее 3 лет в должностях мирового посредника, непременного члена уездного или губернского по крестьянским делам присутствия, мирового судьи, председателя или члена земской управы, городского головы или члена городской управы.
Дворяне, не имеющие недвижимого имущества в губернии, могли участвовать в собрании без права голоса. Права голоса также были лишены дворяне — арендаторы имений, владельцы имений, взятых в опеку, лица, подвергшиеся суду за поступки, наказуемые лишением прав состояния (а также состоящие под следствием и судом по таковым обвинениям), или же отрешенные от должности.
Право голоса при выборах на дворянские должности (в отличие от голоса при решении всех прочих дворянских дел) давалось только при соответствии одному из следующих требований:
 — владение земельной собственностью в количестве, требуемом для участия в земских выборах (различалась по губерниям, в среднем около 200 десятин); до 1870 года требовалось владеть таким имением, в котором проживают не менее 100 душ крестьян;
 — владение недвижимостью стоимостью не менее 15 000 рублей;
 — чин полковника или действительного статского советника (кроме чинов, данных при отставке); до 1870 года при этом также требовалось владеть имением, в котором проживают не менее 5 душ крестьян;
 — государственная пенсия в размере не менее 900 рублей в год;
 — трехлетняя служба в звании предводителя дворянства.
Право быть избранными в дворянские должности имели все потомственные дворяне, в том числе и такие, которые не имели право участия собрании и голоса на дворянских выборах. Желающие выдвинуть свою кандидатуру, если они не имели права участвовать в выборах лично, должны были письменно уведомить о том уездного предводителя дворянства. Теоретически, такие лица не могли быть избраны предводителями. Однако, закон делал исключение для тех, кто «заслужил особенное внимание и приобрел доверенность дворянского сословия», что на практике означало возможность быть избранным для всякого потомственного дворянина.
Губернаторы не имели права присутствовать в дворянском собрании.
Участие в дворянских собраниях было обязательным, отсутствовавшие без уважительной причины могли быть подвергнуты штрафу до 75 рублей. На практике, однако же, процент явки дворян на собрания был часто очень небольшим, а отсутствующие никаким наказаниям не подвергались.
Право голоса могло быть передоверено сыновьям. Женщины, лично владеющие необходимой недвижимостью, могли участвовать в выборах через представителей.
Дворяне, владеющие земельной собственностью в размере ниже требуемого, могли участвовать в выборах коллективно, через уполномоченных, избираемых на специальных уездных съездах мелкопоместных дворян. Уполномоченных должно было быть выбрано столько, сколькими минимальными земельными цензами владели в совокупности участники съезда.
Те дворяне, которые имели несколько недвижимых имуществ полного ценза в различных губерниях, могли одновременно быть записанными в родословные книги этих губерний, и иметь в них, соответственно, право голоса в нескольких дворянских собраниях. Если же имущество дворянина, расположенное в разных губерниях, достигало размера полного ценза только все вместе, но не по отдельным частям, он мог быть записан в родословную книгу только одной губернии.
Дворяне-евреи (весьма немногочисленная группа) заносились непосредственно в родословные книги Департамента герольдии и не принадлежали к губернским дворянским корпорациям.
Дворянское собрание (большинством в две трети голосов), могло исключить из своей среды как дворянина, осужденного за бесчестный поступок, так и такого дворянина, который хотя и не судим, но которого явный и бесчестный поступок всем известен.
Участники всех дворянских собраний обязаны были быть в мундире; те, кто не состоял на какой-либо службе, носили дворянский мундир губернии.

## Порядок дворянских выборов на губернском дворянском собрании
Дворянские выборы начинались с торжественного шествия всех дворян на церковную службу. После богослужения губернатор принимал у всех участников дворянского собрания особую присягу. После этого дворяне возвращались в зал собрания, где выбирали секретаря собрания, рассматривали вопросы о списках избирателей и кандидатов, оглашали заявления отсутствующих лиц, выставляющих свои кандидатуры заочно, а также утверждали отчетность по губернским дворянским суммам за истекший период. После этого повестка собрания была свободной: обсуждались адреса и петиции, подаваемые дворянством и т. п. инициативы.
Затем собрание продолжалось по уездным секциям (столам). По уездам дворяне избирали:
 — двух кандидатов в уездные предводители дворянства;
 — депутата от уезда в губернское дворянское депутатское собрание;
 — заседателей в уездную Дворянскую опеку.
Кандидатами являлись все участники выборов, которые не сняли свою кандидатуру до начала выборов, а также отсутствующие лица, подавшие письменные заявления.
После этого губернатор утверждал в должности уездных предводителей дворянства, выбирая их из избранных дворянами двух кандидатов для каждого уезда. Неутвержденное лицо считалось кандидатом в предводители и замещало его при невозможности исполнения обязанностей. Также утверждению губернатора подлежали дворянские депутаты и заседатели; если губернатор не утверждал избранное лицо, следующим кандидатом считался тот, кто получил наибольшее число голосов после избранного (при условии, что положительных голосов было больше отрицательных). Если таковых лиц не было, выборы повторялись.
После утверждения лиц, избранных уездными столами, происходило общее собрание дворян губерний. Предметом собрания были выборы губернского предводителя дворянства. Кандидатами являлись, по порядку голосования, губернский предводитель прошедшего трехлетия, вновь избранные уездные предводители, бывшие губернские предводители, бывшие уездные предводители. В крайних случаях, при отказе всех кандидатов, к выборам могли быть допущены и прочие потомственные дворяне.
Вновь избранный губернский предводитель дворянства подлежал Высочайшему утверждению, и если собрание избирало на эту должность новое лицо, то место губернского предводителя временно занимал уездный предводитель дворянства губернского города, который и закрывал собрание.
Если император не утверждал избранного губернского предводителя дворянства, следующим кандидатом считался тот, кто получил наибольшее число голосов после избранного (при условии, что положительных голосов было больше отрицательных). Если таковых лиц не было, выборы повторялись.
В Северо-Западном крае, в порядке борьбы с преобладанием дворян польского происхождения, предводители дворянства не избирались, а назначались правительством. В губерниях Ковенской, Виленской и Гродненской назначение производил генерал-губернатор; в Витебской, Минской и Могилевской — министр внутренних дел.
Если в период между дворянскими собраниями оказывалось, что ни уездный предводитель, ни кандидат не могут исполнять свои обязанности, допускалось созывать особое уездное дворянское собрание для выбора на эти должности; председательствовал в собрании депутат дворянства.

## Процедура дворянских выборов
Голосование на дворянских выборах было тайным и производилось шарами, отчего называлась «баллотировкой», а голоса избирателей — «баллами». Перед началом голосования председатель выдавал каждому участнику по особому шару. В ходе голосования шар надо было положить в специальный ящик, разделенный на два отделения; шар, положенный в левое отделение, означал избирательный голос, в правое — неизбирательный. Отверстия в ящике были закрыты занавеской таким образом, что не было видно, куда голосующий кладет шар. Председатель вызывал участников голосования к ящику в алфавитном порядке. После окончания голосования ящик публично открывался и шары подсчитывались. Кандидат не голосовал, но автоматически учитывался как проголосовавший за самого себя. При голосовании формально не предусматривалась возможность воздержаться, но желающий воздержаться мог спрятать свой шар (это, однако, выглядело довольно постыдным).
При голосовании на общем собрании дворян губернии дворяне каждого уезда голосовали по уездам (ящик просто не вмещал большого количества шаров), но голоса по всем уездам суммировались в каждом отдельном голосовании.
Процедура выборов была долгой — для каждой кандидатуры проводилось отдельное голосование с вызовом по очереди каждого отдельного избирателя. Для избрания надо было набрать больше шаров чем другие кандидаты, и при этом избирательных шаров должно было быть больше, чем неизбирательных. Если ни один кандидат не удовлетворял этому условию, выборы повторялись.
Голосования по всем вопросом, кроме выборов, производились, как правило, вставанием (вставали голосовавшие против), воздержаться при голосовании было нельзя.